# Lago Martel
Il lago Martel si trova nel comune di Vinadio, in provincia di Cuneo, nell'alto vallone di Riofreddo. È situato a 2166 m sopra il livello del mare ed è un lago completamente naturale, nato per via della escavazione glaciale. Circondato da rocce tipiche di gneiss, appartenenti al massiccio cristallino del monte Argentera, si trova nel cuore delle Alpi Marittime.

## Accesso
Dopo aver passato l'abitato di Vinadio si prosegue per il colle della Lombarda e, dopo alcuni tornanti, si seguono le indicazioni per Riofreddo. A questo punto, superato il bacino artificiale, si prosegue per circa 2 chilometri fino alla fine della strada rotabile, in prossimità di una baita recentemente ristrutturata. Abbandonata l'auto, si segue il percorso verso il Rifugio Malinvern e lago Malinvern. Giunti al bivio con indicazione "Lago Martel e Lago nero" (sinistra orografica) si imbocca il sentiero segnavia P15B, poco agevole e di media difficoltà. Dopo circa 2 ore e 30 minuti di cammino si giunge a destinazione.

## Punto di appoggio
Rifugio Malinvern (1839 m) nel vallone di Riofreddo.

## Fauna
In prossimità del lago si possono incontrare esemplari di stambecco o più raramente, esemplari di camoscio.
Il lago è popolato in prevalenza dalla trota fario.

## Galleria d'immagini

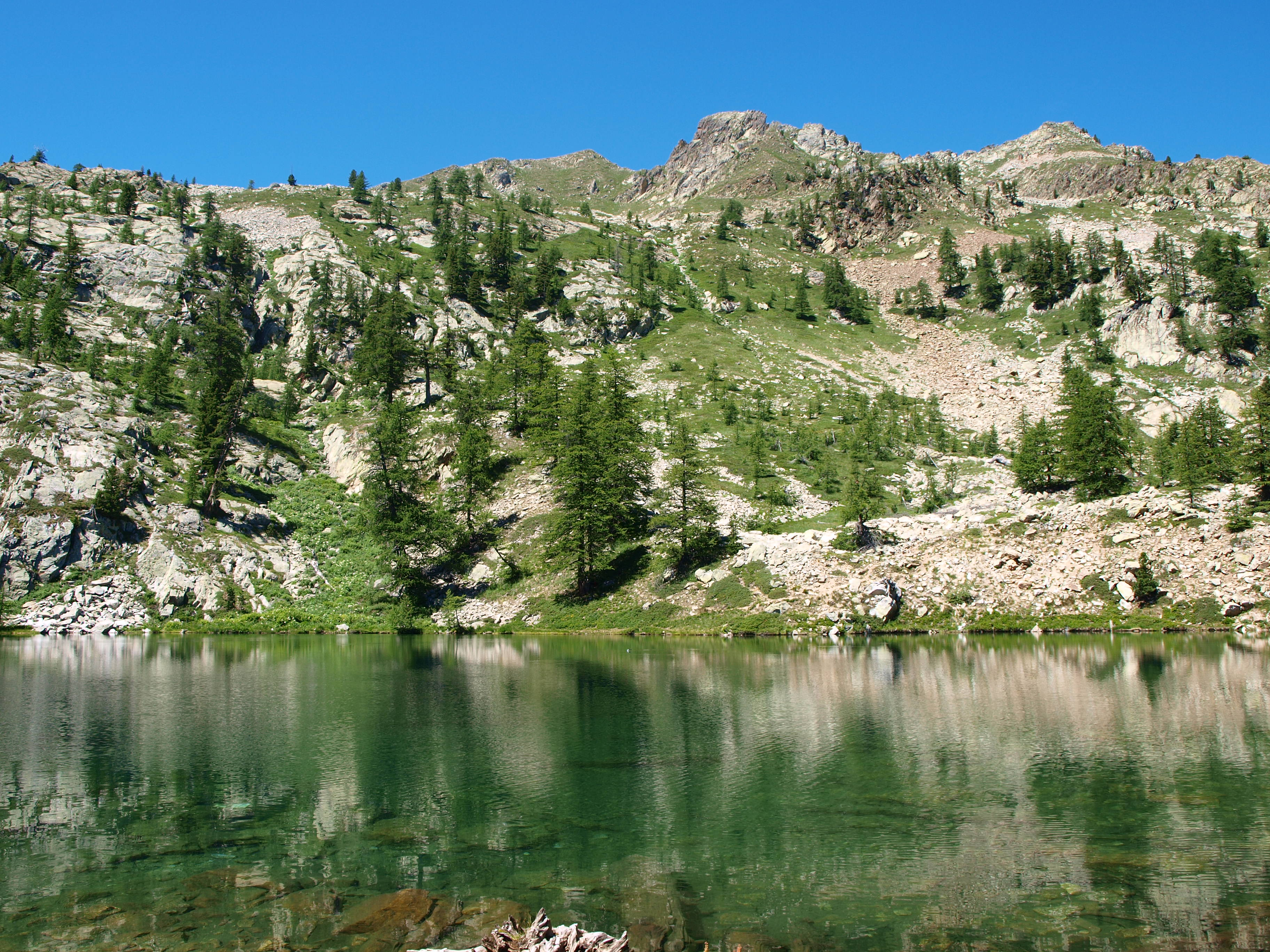
Il lago
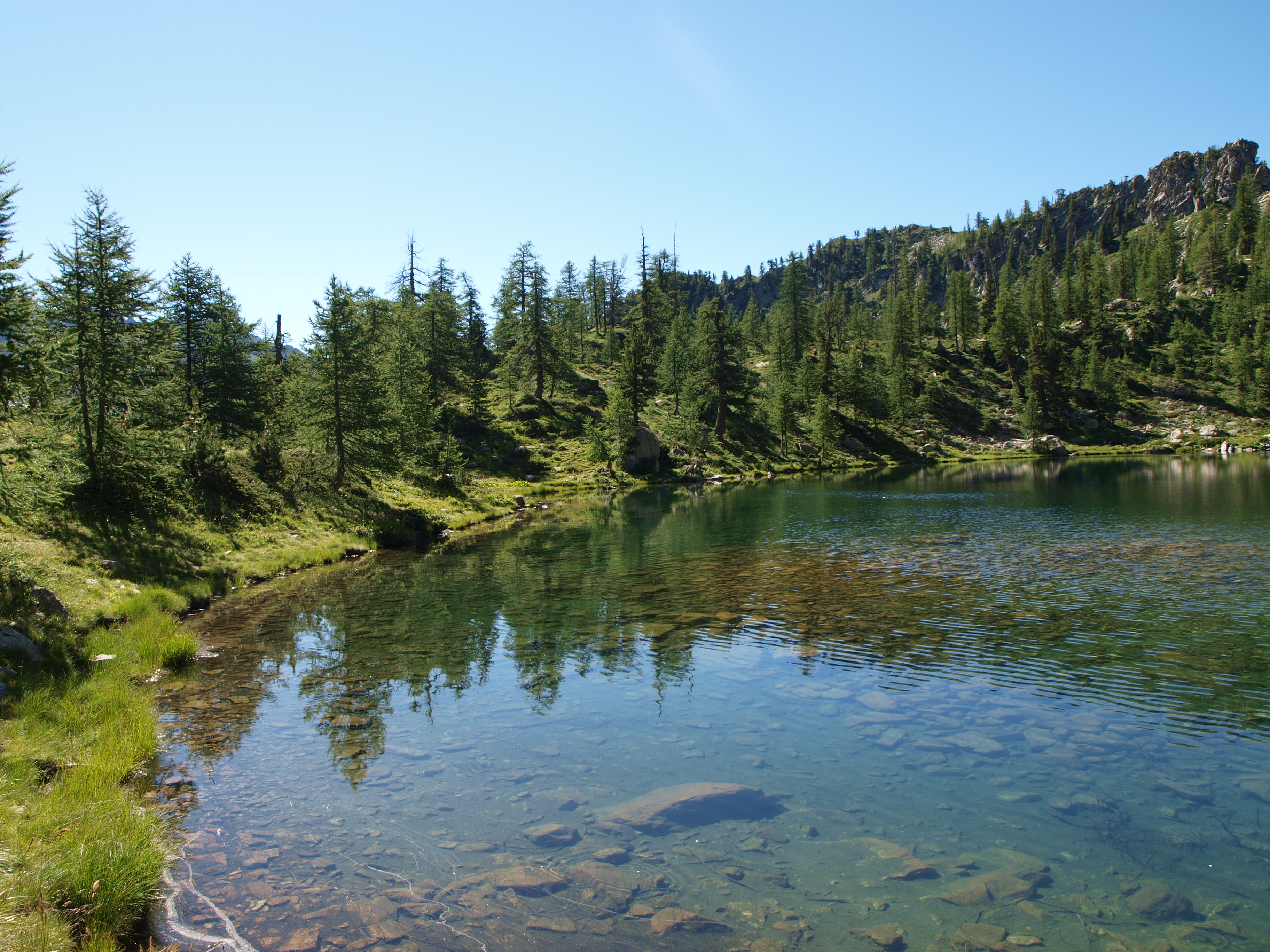
Il lago
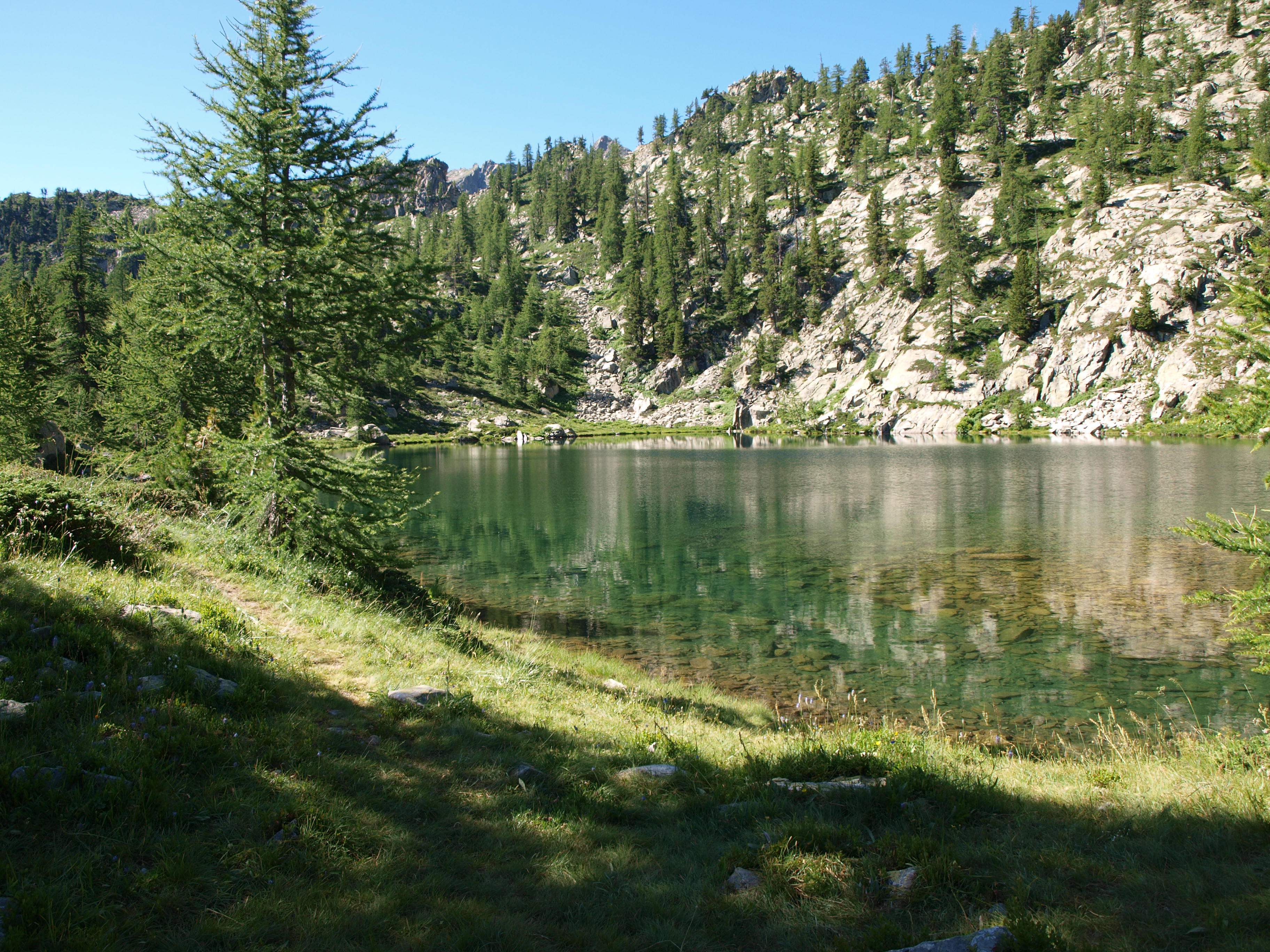
Il lago
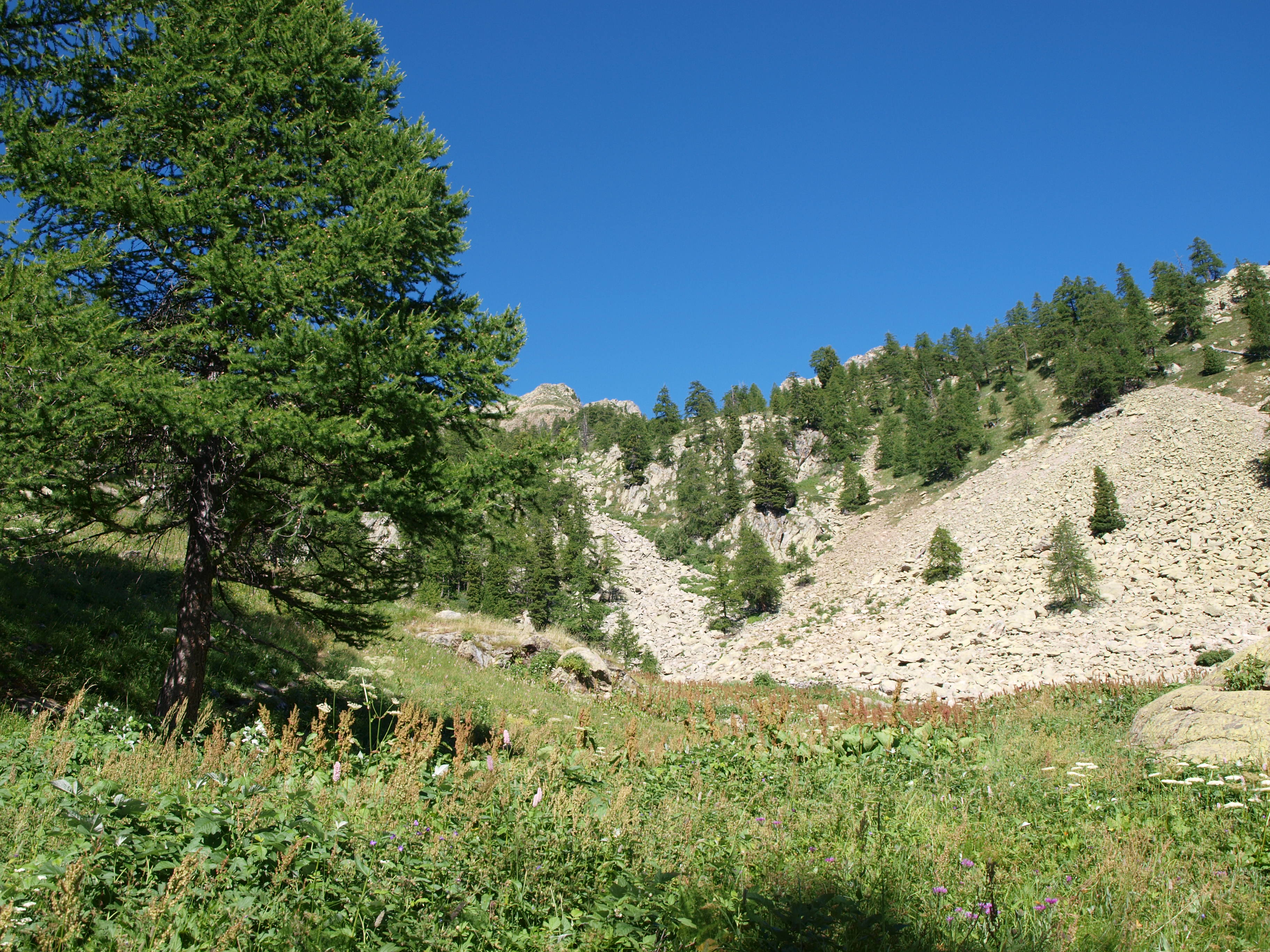
Lungo il sentiero